# 香港開放教科書
香港開放教科書（英語：Open Textbooks for Hong Kong）是香港的開放版權免費教科書，適用於小學、中學及大學，教科書由香港都會大學開發並已通過教育局評審。為減輕香港家長為子女購買教科書的經濟負擔，並減輕教師自編教材時所受的版權限制，在香港教育局及香港賽馬會的支持下，香港都會大學於2012年啟動開放教科書開發計劃，為香港的中學及小學製作開放版權的教材。香港開放教科書經送審後已於2014年列入香港教育局管理的「電子教科書適用書目」，於2016/17學年起成為香港學校的適用教科書，並可供香港的中小學免費使用。香港開放教科書以共享創意授權條款公開發放，學校、教師、家長及公眾人士都可自由下載。根據開放教科書採用的（CC-BY-SA）版權條款，使用者只需標註原作者名稱，便可以自由修改、增刪及複印相關的內容，學校及教師可根據學生的學習能力及需要，自行對開放教科書的內容作出調整。除為中小學提供開放版權的教科書外，香港開放教科書更進一步為證書及文憑課程，以至大學程度的學生提供免費教科書。

## 開發背景

### 教科書改版及加價
在每個新學期開始前，家長都會依照學校的購書單為子女購買教科書，但教科書價格幾乎年年上升，加幅更經常超越通脹，導致家長經濟負擔沉重。雖然政府有設立學校書簿津貼計劃為有經濟需要的家庭提供資助，但教科書加價造成政府需要以更多公帑補貼書價的加幅。由於教科書是家長每年必須為學童付出的開支，有部分家庭會嘗試購買舊課本或二手書以節省購買新書的金錢。香港的中學及小學的學科課目在教育局制定下是不會經常修改，家長原本可以購買舊課本應付新學年的需要，可是書商卻經常透過改版於新學年出版新書，新書的整體內容較舊版是沒有明顯改變，主要的修改通常是變動課目及練習題的所在頁次，以及更改圖片的位置。雖然新書的修改範圍有限，但同班學生如同時使用新版書及舊版書，已經對教師的教學造成困難，須要兼顧同班學生使用新書及舊書的需要。
香港消費者委員會曾於2014年就香港教科書經常改版加價進行調查，並邀請香港大學、香港中文大學及香港科技大學的專家學者組成評審團，評審香港教科書改版的實際需要，但大學評審團的結論是教科書的改版是「新不如舊」，評審團共評審13本高中教科書，涵蓋通識教育、中史、化學，以及企業、會計及財務科共4個學科，但只有1本有實際改版需要，其餘教科書的改版被認為對教學缺乏實質幫助，有新版教科書更被質疑刪減重要內容及數據，新版以簡短文字取代舊版所載的圖表，當中有新版書的頁數較舊版書減少百分之十七，但新版書反而加價百分之五。

### 分拆教材書價反升
香港教科書除了經常改版加價外，書商普遍把教科書、附加教材及教師用書，以綑綁模式單一標價，由家長承擔整套教材的所有費用。書商雖然聲稱部分教材是免費贈送給學校，但學校卻認為書商贈送的教材對教學沒有實際需要，不會在課堂中應用，而書商送給學校的物品，也被認為其成本最終由向書商購買教科書的家長所承擔。
教育局於2010年與香港教科書的主要書商討論分拆教材，把教科書與教師用書、附加教材各自定價，令學校及家長可按實際需要購買教材，減輕家長購買整套教材所需的負擔，雖然書商最後同意分拆教科書及教材的標價，但書商仍繼續在教科書加價，而分拆後的教科書定價，甚至較過往捆綁標價更高，教材分拆定價的計劃被認為最終失敗，無助於減輕家長的經濟負擔。

### 學校自編教材的困難
由於香港中小學的課程不會經常修改，於是有學校嘗試自編教材，按本身需要製作教科書，同時減輕家長購書的負擔，但受限於學校的資源，並非每所學校都可以為學生自編教材，而自編教材的質量也優劣參差。另一方面，教師為學生自編教材，也有被指侵犯版權的危機，教師的自編教材如被書商認為與其出版的教科書類似，可能會被追收版權費，甚至提出民事訴訟，而學校需要負上法律責任。

### 增加學校選擇
書商販賣的教科書幾乎年年加價，教科書又是學生開學的必需品，政府雖然提出分拆教材等措施，但最終仍無助減輕家長面對書商加價的壓力，教育局也不能阻止書商以套餐形式出售教材。面對教科書經濟壓力，有家長發起簽名運動要求政府協助，又組織遊行抗議書商加價，並到香港政府總部向政府代表遞交所收集的2萬5000個簽名。
香港立法會於2012年5月曾經就教科書加價議題進行討論，由於香港教科書市場出現壟斷，學校缺乏多樣化的選擇，即使採取分拆教材等措施，書價仍是不跌反升，教育局於是決定引進電子教科書，透過增加學校的選擇從而打破書商對教科書市場的壟斷。

## 開發過程
香港教育局於2012年向立法會申請撥款港幣5,000萬元，推動「電子教科書市場開拓計劃」，對電子教科書進行評審並建立「電子教科書適用書目表」，以及在中小學推廣電子教科書的應用，同時由香港都會大學為香港的中小學開發電子教科書。香港都會大學是香港其中一所提供師資培訓課程的高等院校
，香港都會大學的開放教科書計劃通過2011/12年度的「行政長官社會資助計畫」，並由香港賽馬會慈善信託基金提供1750萬港元的資金支持。香港都會大學的開放教科書開發計劃包括建立「開放教學材料」的網上平台，以及撰寫一套全新的開放版權電子教科書。教育局於2014年對電子教科書開放送審並設立「電子教科書適用書目表」。香港開放教科書經過三年開發及測試後，於2016年1月正式推出，並於2016/17學年起成為香港學校可供選用的教科書
。

### 開放版權
香港都會大學的開放教科書與書商提供的電子教科書其中一個主要分別是開放版權，雖然傳統書商都有發展電子教科書，但書商主要是將紙本書目直接電子化，書商的電子教科書不但保留專有版權，而且缺乏供用家自由修改的空間。此外，教師過往自編教材時，大多只能參考專有版權的教科書，所以自編教材的成品有被指控抄襲及侵權的風險，為解決教師自編教材的困難，香港都會大學開發的電子教科書以開放版權的方式容許使用者按需要自行作出改動，只要依照（CC-BY-SA）版權條款著名原作者及容許他人繼續進行修改，就可免去使用版權保有教科書製作教材所面臨的侵權及法律風險，令教師可不受版權掣肘自編教材。教師修改開放教科書的內容後如能夠釋出共享，更可以令教科書不斷優化完善，達到集各家之大成的效果。

### 試用及送審
香港開放教科書於2016年推出前，香港都會大學曾經邀請40多所中學及小學試用，結果反應良好，於2015年成功通過教育局審批並列入「適用書目」。屯門天主教中學是其中一所試用開放教科書的學校，該校於2013年在中一級及中四級採用開放教科書計劃提供的「Open English」教學，至2014年起中一級至中三級都全面使用「Open English」。該校英文科教師指出，開放教科書容許教師自行增減教材，補充資料可以整合到教科書內，而且一個章節即使以全彩色印刷也只需要約十港元，除了價格便宜可減輕家長經濟壓力外，按使用量印刷更可減輕學生攜帶書包的負擔。教師亦指出在開放教科書進行先導測試期間，電子教學功能未能完全使用，但開放教科書容許教師加入圖片及短片等資料的連結，有助於就時事議題的教學，更容易引起學生的興趣。對於程度較好的學生，教師可在開放教科書加入程度較深的文章及練習，不像過往全級都只能使用內容完全相同的傳統教科書，更易辦到因材施教。

## 書商非議
香港開放教科書雖然是免費提供，使用者及再編輯都無須支付版權費，而且反應良好，但開放教科書受到香港的教科書商指責，批評香港都會大學的開放教科書沒有按照教育局「適用書目」的要求分拆教材，不符合分拆課本及教材定價的政策，又質疑香港開放教科書本身並非實體書，不符合送審的要求。
香港都會大學回應有關質疑時指出，整套香港開放教科書都是免費教材，不會將教材成本轉嫁到消費者，與書商販賣的專有版權教科書不能直接比較，開放教科書也不會在書店出售，只是便利教師可利用免費教科書自編教材，並非要與書商競爭。
香港教育局就書商質疑的回應中指出，香港都會大學的開放教科書是以印刷版本送審，符合送審的要求，而局方在送審過程沒有對香港都會大學特別優待。教育局又認為香港都會大學的開放教科書沒有捆綁教材，消費者無需為教科書及額外教材的製作成本向香港都會大學付費，並強調香港都會大學免費提供的教師用書符合規範，而香港都會大學的免費教科書與出版商售賣的教科書是以相同規範評審。

## 外部連結
- 香港開放教科書 （页面存档备份，存于）